# Oxana Zbrožeková
Oxana Zbrožeková (Оксана Станиславовна Зброжек; * 12. ledna 1978) je bývalá ruská atletka, halová mistryně Evropy v běhu na 800 metrů.

## Kariéra
Třikrát startovala na evropském halovém šampionátu. V roce 2005 nepostoupila do finále běhu na 800 metrů, o dva roky později se ale stala halovou mistryní Evropy v této disciplíně a v roce 2009 vybojovala stříbrnou medaili.